# Renaissance Hotels
Renaissance Hotels es una cadena de hoteles de lujo propiedad de Marriott International. Fue fundada en 1981 con el nombre de Ramada Renaissance, como una marca de lujo de Ramada Inns. En 1989 la marca fue relanzada como Renaissance Hotels y fue comprada por Marriott en 1997. A fecha del segundo trimestre de 2021, tiene 174 hoteles con 54 919 habitaciones, además de 25 hoteles con 6467 habitaciones en proyecto.

## Historia

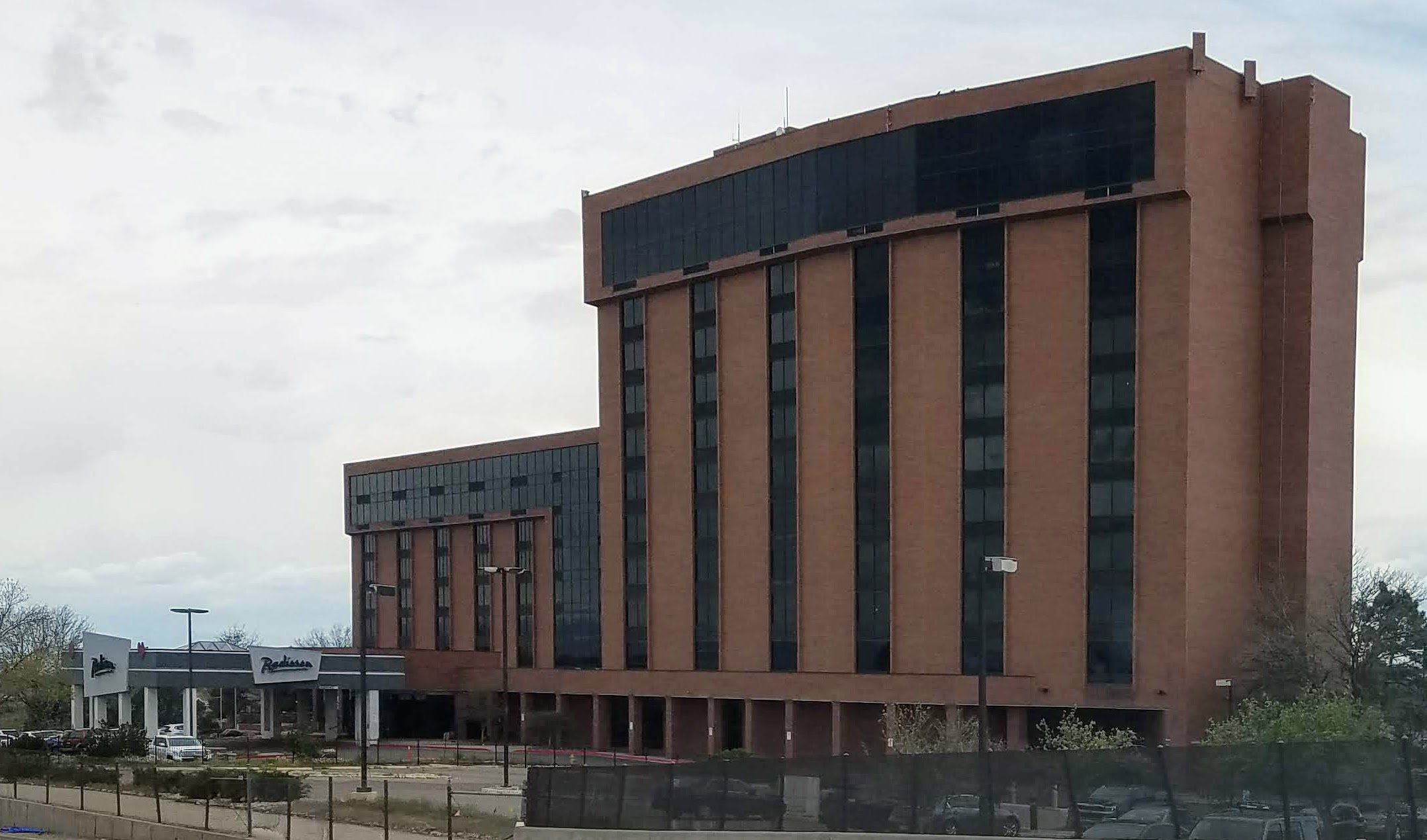
El primer hotel Ramada Renaissance fue inaugurado en 1981 en Aurora (Colorado). Actualmente es un Radisson.

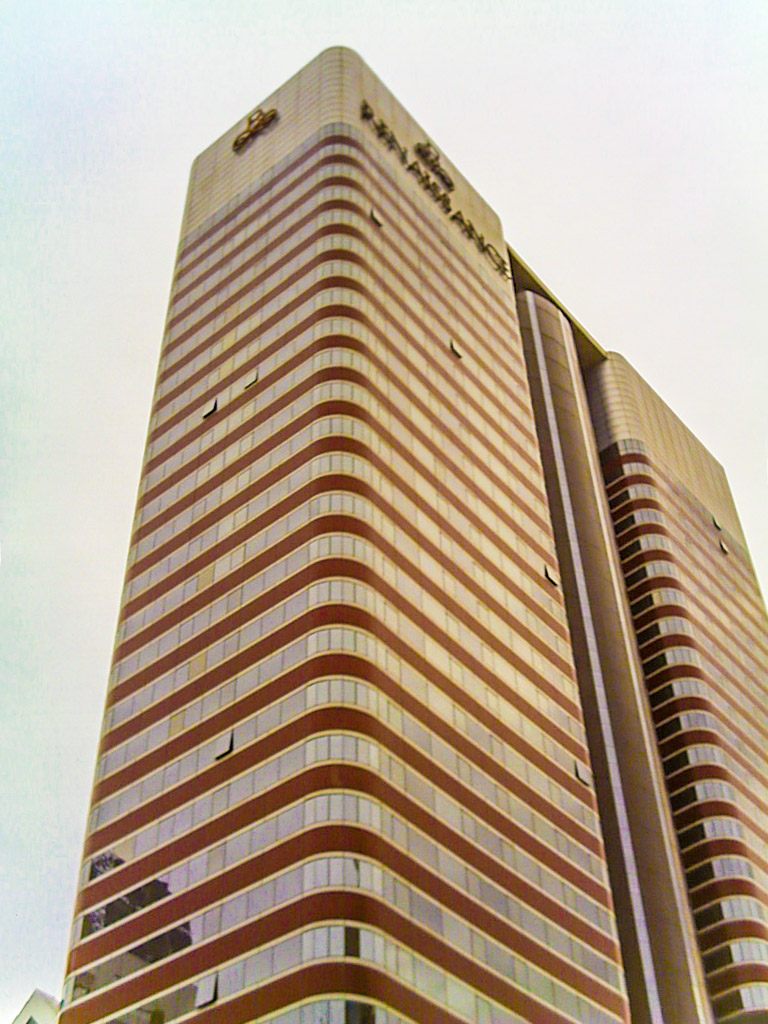
El Renaissance Hotel de São Paulo.

Renaissance Hotels fue fundada en 1981 con el nombre de Ramada Renaissance, como una división de lujo de Ramada Inns. Su primer hotel se encontraba en Aurora (Colorado), a las afueras de Denver. En 1989 Ramada Inc. Hotels & Restaurants fue vendida a la empresa de Hong Kong New World Development Ltd. por 540 millones de dólares. New World separó la marca Renaissance Hotels en una cadena independiente y desarrolló Renaissance y Ramada como marcas independientes (los derechos estadounidenses del nombre Ramada fueron vendidos a Prime Hospitality), y la antigua Ramada Corp. fue renombrada Aztar Corp.
En 1993, New World compró la cadena Stouffer Hotels a Nestlé por una cantidad estimada en 1500 millones de dólares, y New World se aseguró los derechos para usar el nombre de Stouffer durante un periodo de transición de tres años. Los antiguos hoteles Stouffer fueron renombrados Stouffer Renaissance hasta 1996, cuando se retiró el nombre Stouffer y los hoteles pasaron a ser simplemente Renaissance.
El 27 de septiembre de 1995, New World Development (NWD) sacó a bolsa su empresa de gestión y franquicias (cotizando en la Bolsa de Nueva York) y se convirtió así en el Renaissance Hotel Group N. V. New World mantuvo la propiedad de muchos de los hoteles individuales a través de CTF Holdings, una empresa privada propiedad de la familia Cheng, también propietaria del grupo NWD. Algunos hoteles, sin embargo, siguieron siendo propiedad del grupo NWD, como el Renaissance Harbour View Hotel en el Centro de Exposiciones y Convenciones de Hong Kong.
El 18 de febrero de 1997, Marriott International compró el Renaissance Hotel Group N. V. al grupo NWD por 1000 millones de dólares. La marca Ramada International también fue incluida en esta operación. En septiembre de 2004, Marriott vendió la marca Ramada International a la Cendant Corp. (conocida actualmente como Wyndham).

## Establecimientos

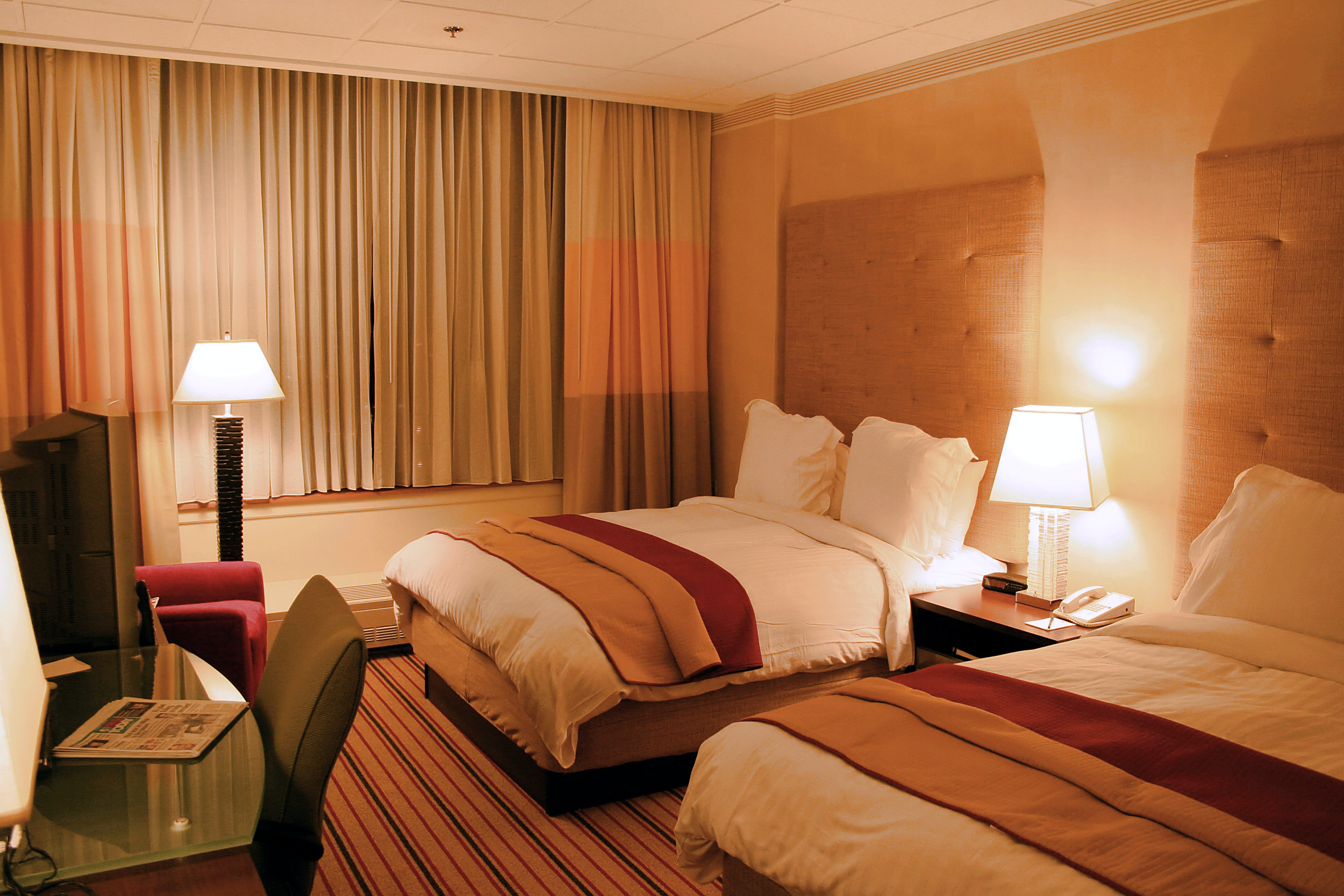
Una habitación de la cadena Renaissance Hotels en el centro de Columbus (Ohio).

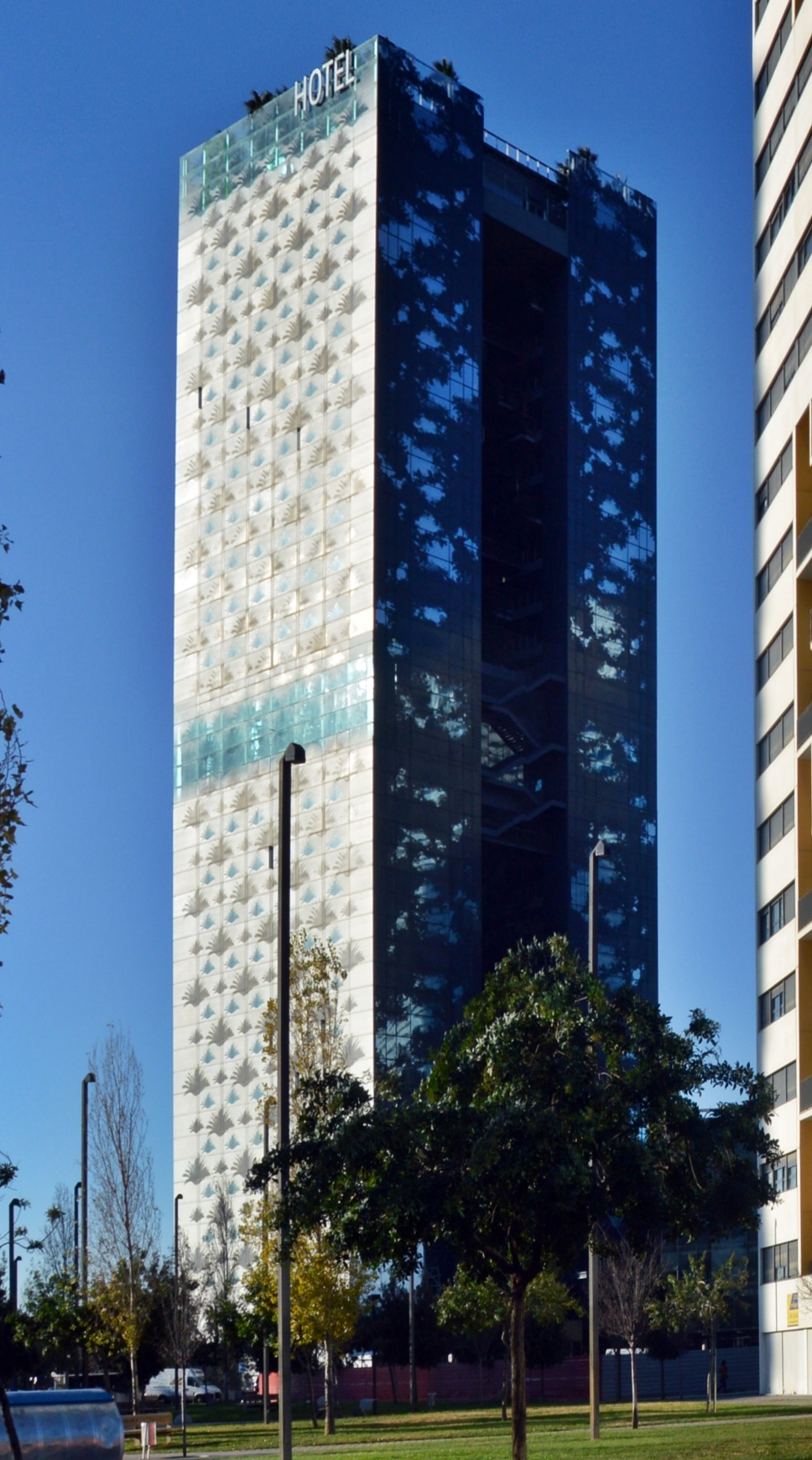
El Renaissance Barcelona Fira Hotel en Barcelona.

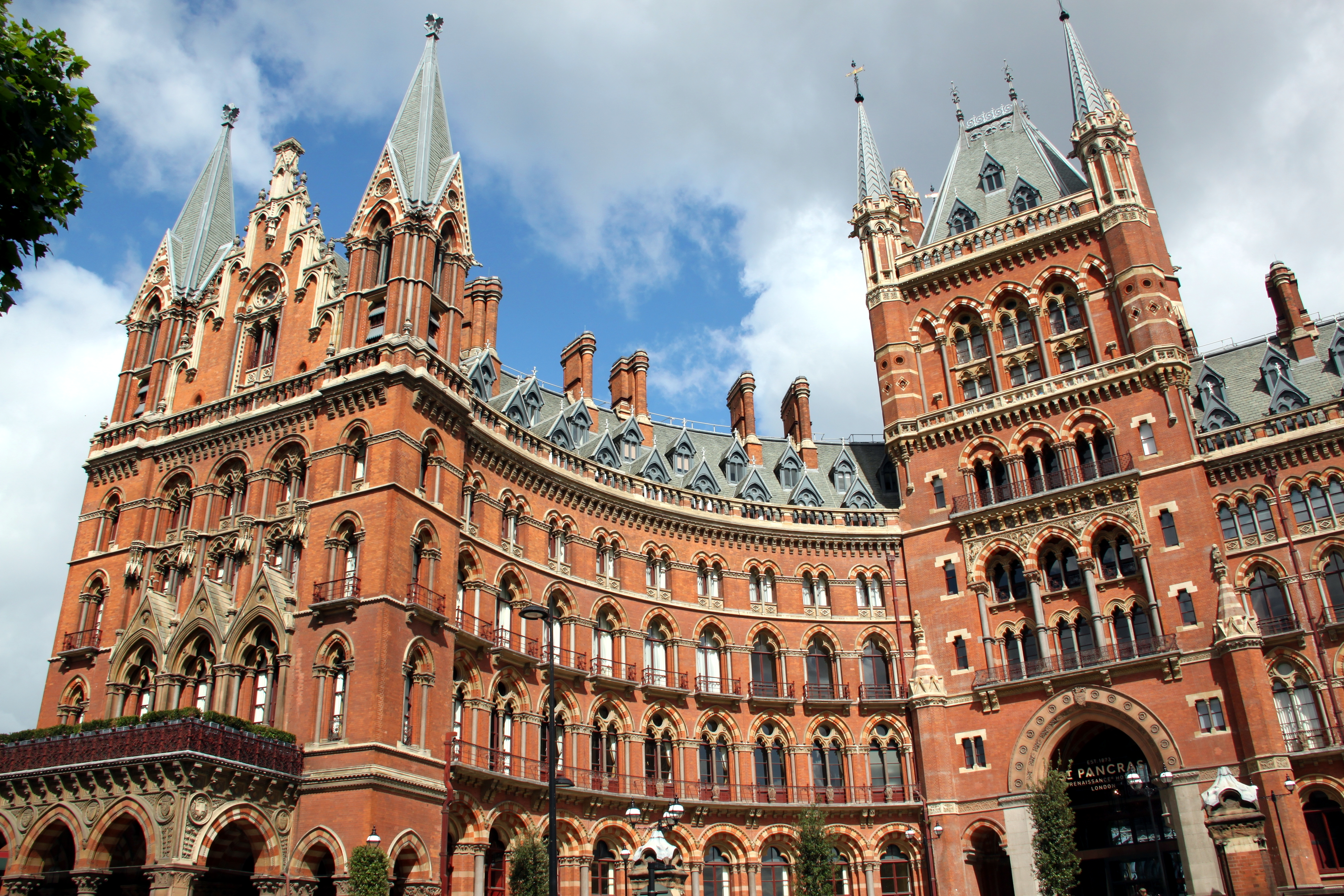
El St. Pancras Renaissance London Hotel en Londres.

La marca Ramada Renaissance empezó con hoteles grandes en importantes núcleos urbanos. Sin embargo, actualmente, después de que Marriott decidiera ampliar su colección de hoteles lifestyle, que incluye la marca Renaissance, los hoteles Renaissance se pueden encontrar en 176 ubicaciones de todo el mundo.

### Desde 2006 hasta 2014
|      |              | Estados Unidos | Fuera de Estados Unidos |  | Total  |
| ---- | ------------ | -------------- | ----------------------- |  | ------ |
| 2006 | Hoteles      |                |                         |  | 135    |
| 2006 | Habitaciones |                |                         |  | 48 051 |
| 2007 | Hoteles      | 70             | 70                      |  | 140    |
| 2007 | Habitaciones | 25 942         | 22 817                  |  | 48 759 |
| 2008 | Hoteles      | 74             | 65                      |  | 139    |
| 2008 | Habitaciones | 27 425         | 21 615                  |  | 49 040 |
| 2009 | Hoteles      | 77             | 64                      |  | 141    |
| 2009 | Habitaciones | 28 569         | 21 664                  |  | 50 233 |
| 2010 | Hoteles      | 76             | 68                      |  | 144    |
| 2010 | Habitaciones | 27 939         | 22 720                  |  | 50 659 |
| 2011 | Hoteles      | 78             | 74                      |  | 152    |
| 2011 | Habitaciones | 28 880         | 23 737                  |  | 52 617 |
| 2012 | Hoteles      | 77             | 76                      |  | 153    |
| 2012 | Habitaciones | 28 248         | 24 692                  |  | 52 940 |
| 2013 | Hoteles      | 74             | 77                      |  | 151    |
| 2013 | Habitaciones | 26 840         | 24 711                  |  | 51 551 |
| 2014 | Hoteles      | 76             | 81                      |  | 157    |
| 2014 | Habitaciones | 27 239         | 25 368                  |  | 52 607 |

### A partir de 2015
|      |              | América del Norte | Europa | Oriente Medio y África | Asia y Pacífico | Caribe y América Latina |  | Total  |
| ---- | ------------ | ----------------- | ------ | ---------------------- | --------------- | ----------------------- |  | ------ |
| 2015 | Hoteles      | 82                | 36     | 3                      | 31              | 8                       |  | 160    |
| 2015 | Habitaciones | 27 359            | 8632   | 921                    | 12 116          | 2565                    |  | 51 593 |
| 2016 | Hoteles      | 84                | 36     | 4                      | 31              | 8                       |  | 163    |
| 2016 | Habitaciones | 28 038            | 8548   | 1076                   | 11 899          | 2565                    |  | 52 126 |
| 2017 | Hoteles      | 86                | 36     | 5                      | 33              | 8                       |  | 168    |
| 2017 | Habitaciones | 28 510            | 8563   | 1388                   | 12 271          | 2565                    |  | 53 297 |
| 2018 | Hoteles      | 88                | 36     | 4                      | 39              | 8                       |  | 175    |
| 2018 | Habitaciones | 29 104            | 8564   | 1233                   | 13 633          | 2565                    |  | 55 099 |
| 2019 | Hoteles      | 86                | 34     | 4                      | 42              | 9                       |  | 175    |
| 2019 | Habitaciones | 28 597            | 8049   | 1035                   | 14 535          | 2745                    |  | 54 961 |
| 2020 | Hoteles      | 87                | 33     | 4                      | 43              | 9                       |  | 176    |
| 2020 | Habitaciones | 28 880            | 7846   | 1035                   | 14 972          | 2745                    |  | 55 478 |